# Први пољубац
Први пољубац је петнаести студијски албум Халида Бешлића. Издат је 2003. године. Издавачка кућа је Ин такт рекордс.

## Песме
1. Први пољубац
2. Пожури
3. Лијепе циганке
4. Стара кућа
5. Грешница
6. Лијепа па и паметна
7. Моја једина
8. Зреле кајсије
9. Навика
10. Као некада
11. У мени јесен је
12. Дај да љубим
13. Плаво око
14. Свирај нешто народно